# Leah Poulos
Pour les articles homonymes, voir Poulos.
Leah Poulos, née le 5 octobre 1951 à Berwyn, est une patineuse de vitesse américaine notamment trois fois médaillée olympique.

## Biographie
Pendant sa carrière, Leah Poulos remporte trois médailles d'argent olympiques : sur 1 000 mètres en 1976 ainsi que sur 500 et 1 000 mètres en 1980. Elle est également deux fois première et trois fois deuxième aux Championnats du monde de sprint. Leah Poulos se marie en septembre 1977 avec le patineur de vitesse américain Peter Mueller, dont elle divorcera par la suite. Elle est donc connue sous le nom de Leah Poulos-Mueller pendant une partie de sa carrière, qu'elle arrête temporairement en 1978 pour suivre son mari en compétition.

## Palmarès
| Compétition                     | Or        | Argent                                     | Bronze |
| Jeux olympiques                 |           | 1976 (1 000 m) 1980 (500 m) 1980 (1 000 m) |        |
| Championnats du monde de sprint | 1974 1979 | 1976 1977 1980                             |        |

## Records personnels
| Distance     | Temps         | Année |
| ------------ | ------------- | ----- |
| 500 mètres   | 41 s 13       | 1980  |
| 1 000 mètres | 1 min 23 s 07 | 1980  |
| 1 500 mètres | 2 min 13 s 98 | 1976  |
| 3 000 mètres | 5 min 11 s 43 | 1976  |